# 卡布雷鲁什 (阿罗卡)
卡布雷魯什是葡萄牙阿威罗区的一个堂区。总面积16.54平方公里，总人口186人，人口密度11.2人/平方公里。